# كرايغ فورسيث
كرايغ فورسيث (بالإنجليزية: Craig Forsyth)‏ (24 فبراير 1989 في المملكة المتحدة - ) هو لاعب كرة قدم بريطاني في مركز الظهير. شارك مع منتخب اسكتلندا لكرة القدم. أما مع النوادي، فقد لعب مع برادفورد سيتي وديربي كاونتي ونادي دندي ونادي واتفورد ونادي مونتروز لكرة القدم ونادي اربوراث.

## وصلات خارجية
- كرايغ فورسيث على موقع قاعدة بيانات كرة القدم.إي يو (الإنجليزية)
- كرايغ فورسيث على موقع ناشيونال فوتبول تيمز (الإنجليزية)
- كرايغ فورسيث على موقع Soccerbase.com (لاعب) (الإنجليزية)
- كرايغ فورسيث على موقع Soccerway.com (الإنجليزية)
- كرايغ فورسيث على موقع عالم كرة القدم.نت (الإنجليزية)